# Johann Matteus Meyfart
Johann Matteus Meyfart, född 1590, död 1642. Teologie professor och rektor i Erfurt. Han finns representerad i 1937 års psalmbok med en översättning av den tyska originaltexten till en svensk psalm.

## Psalmer
- Jerusalem, du högtbelägna stad (1937 nr 596) skriven 1626